# White Collar Boy
White Collar Boy är den tredje singeln från Belle & Sebastians album The Life Pursuit. Singeln släpptes den 26 juni 2006 på Rough Trade Records.

## Låtlista

### CD
1. "White Collar Boy" – 3:22
2. "Long Black Scarf" – 2:48
3. "Heaven in the Afternoon" – 3:29

### 7"-vinyl
1. "White Collar Boy" – 3:20
2. "Baby Jane" – 2:50

### DVD
1. "White Collar Boy" (video)
2. "Sukie In the Graveyard" (live)